# Raymond Moody
 (octobre 2024).
 (octobre 2024).
- Si vous ne connaissez pas le sujet, laissez ce bandeau (vous pouvez alors contacter les auteurs).
- Si vous supprimez le contenu mis en cause (vous pouvez préalablement contacter les auteurs),

argumentez précisément cette suppression dans la page de discussion
(un manque de référence n'est pas un argument ; une recherche réelle de référence doit avoir été effectuée, être formellement documentée).
Pour les articles homonymes, voir Moody.
Raymond Moody (né le 30 juin 1944 à Porterdale (Géorgie (États-Unis)) est un docteur en philosophie et médecin américain surtout connu pour ses travaux sur les expériences de mort imminente (EMI, en anglais : Near Death Experience, terme repris du philosophe français Victor Egger) et de mort partagée.
En 2011, dans son article intitulé « A Search for the Truth of Near Death Experiences », le Dr James Paul Pandarakalam cite Raymond Moody disant que « (ses travaux de recherche antérieurs) ont créé une importante controverse en thanatologie par le fait que les conclusions ont été mises en avant par ses éditeurs de façon à créer la sensation ». Selon Pandarakalam, dans son livre de 1999, The Last Laugh, Moody a déclaré nuls et non avenus ses travaux antérieurs sur les EMI et vouloir tenter de récupérer sa crédibilité scientifique.
Selon Robert Almeder : « Le scepticisme de Moody embrasse le point de vue qu'on ne peut ni prouver ni réfuter l'existence d'une vie après la mort en faisant appel au paranormal, et c'est cet aspect de sa pensée qu'il n'a pas été en mesure jusqu'à présent de défendre par écrit ». Dans l'ouvrage, il s'attaque à trois groupes, les fondamentalistes chrétiens, les parapsychologues mais également les membres du Committee for the Scientific Investigation of Claims of the Paranormal qui ont tous donné leur point de vue sur le sujet.

## Publications
- La Vie après la vie, Éditions Robert Laffont, Collection Les Énigmes de l’Univers, 2016 ((en) Life after life: the investigation of a phenomenon - survival of bodily death, HarperSanFrancisco, 1975), trad. Paul Misraki, 252 p.  (ISBN 9782221190432)
- Lumières nouvelles sur la vie après la vie, Éditions Retrouvées, 2018 ((en) Reflections on Life after life, Stackpole Books, 1977  (ISBN 978-0-8117-1423-5)), 234 p.  (ISBN 9782365591935)
- Guérissez par le rire, Éditions Robert Laffont, collection L'Aventure Médicale, 1979 ((en) Laugh after laugh: the healing power of humor, Headwaters Press, 1978), trad. Muriel Lesterlin, 160 p.  (ISBN 9782221004012)
- Nouvelles révélations sur la vie après la vie, Presses du Châtelet, 2001 ((en) The last laugh: a new philosophy of near-death experiences, apparitions and the paranormal, Hampton Roads Pub., 1999), trad. Frédéric-Eugène Illouz, 237 p.  (ISBN 9782845920101)
- Donner du sens au non-sens. Comment concevoir la vie après la vie, Guy Trédaniel, 2016 ((en) The unintelligible afterlife), trad. Alessia Weil, 199 p.  (ISBN 9782813209641)

### Avec Dianne Arcangel
- (en) Life After Loss: conquering grief and finding hope, HarperSanFrancisco, 2001

### Avec Paul Perry
- Mes Preuves de la Vie après la Vie. Les 7 raisons de croire en l'après-vie, Guy Trédaniel, 2024 ((en) Proof of Life After Life: 7 Reasons to Believe There Is an Afterlife, Atria Books/Beyond Words, 2023  (ISBN 9781582708850)), 262 p.  (ISBN 9782813231468)Préface du Dr Eben Alexander
- La Lumière de l'au-delà [« The Light beyond »] (trad. Colette Vlérick), Robert Laffont, 19 septembre 1988.
- Voyages dans les vies antérieures [« Life before life. Regression into past lives »] (trad. Colette Vlérick), J'ai lu, coll. « L'Aventure mystérieuse », 1991.
- Rencontres : l'histoire fantastique des contacts avec les disparus, de l'Antiquité aux plus récentes expériences [« Reunions. Visionary encounters with departed loved ones »] (trad. Anne Soulé-Abeilhou), Robert Laffont, coll. « Les énigmes de l'univers », 1994, 230 p.
- Témoins de la vie après la vie. Une Enquête sur les Expériences de Mort Partagée [« Glimpses of eternity: Sharing a loved one's passage from this life to the next »] (trad. Claude-Christine Farny), Robert Laffont, novembre 2010, 218 p.
- Paranormal. Une vie en quête de l'au-delà [« Paranormal: my life in pursuit of the afterlife »] (trad. Hayet Dhifallah), Robert Laffont, 2012, 318 p.

## Vidéo
- La vie après la vie, de l'autre côté de la mort : l'ultime mystère (30 novembre 2006).
- Faux Départ, film documentaire de Sonia Barkallah (octobre 2010)